# Transformers: Generations
Transformers: Generations è una sottolinea di giocattoli della serie Transformers, nata nel 2006. Il concept di base di questa serie è riproporre personaggi storici di serie passate (principalmente della G1, ma non mancano anche personaggi di serie successive come Beast Wars) con nuove forme moderne. Fino al 2017, tale linea è stata presentata in maniera diversa in Giappone rispetto al resto del mondo.

## Edizioni occidentali

### Classics (2006)
L'aura di mitologia legata alla Generation 1 spinge la Hasbro a rilasciare già dal 2000 pezzi originali rimasti in magazzino, che devono poi essere seguiti da altri nuovi. Quando lo sforzo legato alla trilogia di Unicron diminuisce e la linea Universe comincia a chiudere, l'azienda decide di inaugurare una linea che crei nuove versioni dei personaggi originali, ma questa volta il design verrà aggiornato senza essere tradito: nasce nel 2006 la collezione Classics.
- Optimus Prime (Deluxe)
- Bumblebee (Deluxe)
- Rodimus
- Optimus Prime (Voyager)
- Mirage
- Jetfire (Voyager)
- Cliffjumper (redeco di Deluxe Bumblebee)
- Fireflight (redeco di Cybertron Legends Jetfire)
- Leo Prime (redeco di Cybertron Legends Leobreaker)
- Perceptor (redeco di Cybertron Legends Red Alert)
- Bumblebee (Legends, redeco di Cybertron Legends Hot Shot)
- Jetfire (Legends, redeco di Cybertron Legends Thundercracker)
- Whirl (redeco di Cybertron Legends Evac)
- Dinobots (Mini-Con team, include Swoop, Terrorsaur e Knockdown)
- Night Rescue Team (Mini-Con team, include Strongarm, Divebomb e Firebot)
- Clear Skies Team (Mini-Con team, include Thunderwing, Nightscream e Steel Wind)
- Ultra Magnus (redeco di Voyager Optimus Prime)

- Megatron (Deluxe)
- Starscream
- Megatron (Voyager)
- Astrotrain
- Ramjet (remold di Starscream)
- Trypticon (redeco di Cybertron Legends Scourge)
- Menasor (redeco di Cybertron Legends Optimus Prime)
- Demolition Team (Mini-Con team, include Broadside, Sledge e Wideload)
- Dirt Digger Team (Mini-Con team, include Dirt Rocket, Grindor e Oil Slick)
- Predator Attack Team (Mini-Con team, include Overbite, Snarl e Dreadwing)
- Devastator (redeco di Energon Constructicon Maximus)
- Skywarp (redeco di Starscream)

### Universe (2008-2009)
Nel 2008, con il venticinquesimo anniversario del franchise in avvicinamento, viene realizzata la linea Universe (ribattezzata dai fan Universe 2.0 per distinguerla dalla precedente linea omonima) che fa da continuo alla precedente linea Classics.
- Red Alert (redeco di Cybertron Legends Hot Shot)
- Prowl
- Sunstreaker
- Blaster (redeco di Cybertron Voyager Soundwave, con Blockrock)
- Powerglide
- Hound (classe Legends)
- Jazz
- Blades (redeco di Cybertron Voyager Evac)
- Silverbolt
- Bumblebee (Animated Legends)
- Optimus Prime (Animated Legends)
- Prowl (Animated Legends)
- Ironhide
- Sideswipe (remold di Sunstreaker)
- Red Alert (redeco di Sideswipe)
- Silverstreak (remold di Prowl)
- Tread Bolt (redeco di Classics Voyager Jetfire)
- Bumblebee (G1)
- Brawn
- Beachcomber
- Hound (classe Deluxe, con Ravage)
- Cheetor
- Inferno
- Vector Prime (redeco di Cybertron Voyager Vector Prime, con Safeguard)
- Cosmos
- Rodimus
- Warpath
- Wheelie
- Smokescreen (redeco di Silverstreak)
- Overload (redeco di Cybertron Voyager Scattorshot)
- Ratchet (retool di Ironhide)
- Hot Shot (con Jolt)

- Starscream (Legends, redeco di Cybertron Legends Thundercracker)
- Onslaught (Legends, redeco di Cybertron Legends Red Alert)
- Tankor
- Heavy Load (redeco di Cybertron Quickmix, con Drill Bit)
- Onslaught (classe Ultra)
- Megatron
- Acid Storm (redeco di Classics Starscream)
- Galvatron
- Dropshot (redeco di Cybertron Voyager Scattorshot)
- Stormcloud (redeco di Powerglide)
- Starscream (Animated Legends)
- Starscream (Deluxe, redeco di Classics Starscream)
- Cyclonus (con Nightstick)
- Bruticus (redeco di Cybertron Ultra Scourge)
- Dinobot

### Generations (2010-2014)
La linea Generations è nata nel 2010 come evoluzione naturale della linea Classics/Universe, continuando la sua tradizione di ricreare nuove versioni di personaggi G1, e nelle prime wave ha anche presentato personaggi dal videogioco Transformers: La battaglia per Cybertron (evidenziati, ad eccezione di Cliffjumper, dall'aggettivo "Cybertronian" nei loro nomi).
- Cybertronian Optimus Prime
- Cybertronian Bumblebee
- Drift
- Red Alert (retool di Universe Sideswipe)
- Blurr (retool di Drift)
- Cliffjumper (retool di Cybertronian Bumblebee)
- Kup
- Wheeljack (retool di Reveal the Shield Tracks)
- Warpath
- Junkheap (retool di Reveal the Shield Wreck-Gar)

- Thrust (remold di Classics Ramjet)
- Cybertronian Megatron
- Darkmount
- Cybertronian Soundwave
- Dirge (remold di Classics Ramjet)
- Skullgrin (remold di Darkmount)
- Thunderwing
- Scourge
- Thundercracker (redeco di Classics Starscream)
- Sky Shadow (retool di Thunderwing)

In contemporanea con le ultime wave, esce la sottolinea Reveal the Shield: questa sottolinea prevede personaggi dotati di bollino da strofinare per rivelare il simbolo Autobot o Decepticon.
- Gold Bumblebee (redeco di Universe Bumblebee)
- Optimus Prime (Legends)
- Windcharger
- Jazz
- Tracks
- Fallback (redeco di ROTF Brawn)
- Mindset (remold di Hunt for the Decepticons Hailstorm)
- Grappel (remold di Universe Inferno)
- Strafe (redeco di ROTF Mindwipe)
- Prowl
- Trailcutter
- Wreck-Gar
- Perceptor
- Optimus Prime (Deluxe)
- Bumblebee (redeco di Classics Deluxe Bumblebee)
- Rodimus (redeco di Classics Rodimus)

- Megatron
- Starscream
- Chopsaw (redeco di Hunt for the Decepticons Brimstone)
- Lugnut
- Cyclonus (redeco di Universe Cyclonus)

Un'altra sottolinea sono i cosiddetti GDO (la sigla sta per Global Development Organization), linea formata interamente da redeco e remold di modelli delle linee allora più recenti realizzata in un primo momento come esclusiva per il mercato Asiatico ma poi distribuita anche negli USA.
- Bluestreak (remold di Reveal the Shield Prowl)
- Hoist (redeco di Reveal the Shield Trailcutter)
- Sandstorm (redeco di ROTF Dune Runner)
- Cliffjumper (remold di Prime First Edition Cliffjumper)
- Springer (remold di Hunt for the Decepticons Tomahawk)
- Wheelie (remold di Reveal the Shield Jazz)
- Swerve (remold di Generations Kup)
- Hot Spot (redeco di Universe Inferno)
- Ironhide (redeco di DOTM Ironhide)

- Thundercracker (redeco di Reveal the Shield Starscream)
- Motorbreath (redeco di Reveal the Shield Legends Optimus Prime)
- Laserbeak (redeco di ROTF Skystalker)
- Brawl (redeco di Hunt for the Decepticons Breacher)
- Dead End (redeco di ROTF Brakedown)
- Megatron (remold di ROTF Bludgeon)
- Powerdive (remold di Hunt for the Decepticons Highbrow)
- Starscream (redeco di Hunt for the Decepticons Starscream)

#### Fall of Cybertron (2012)
Nel 2012, la linea Generations viene rilanciata per essere incentrata completamente sui giocattoli basati sul videogioco Transformers: La caduta di Cybertron.
- Optimus Prime
- Jazz
- Air Raid (remold di Shockwave)
- Ultra Magnus (remold di Optimus Prime)
- Sideswipe (remold di Jazz)
- Blaster (remold di Soundwave) con Steeljaw (remold di Ravage)
- Grimlock
- Eject (remold di Frenzy) e Ramhorn
- Rewind (redeco di Eject) e Sunder (redeco di Laserbeak)
- Impactor (remold di Onslaught)
- Whirl (remold di Vortex)
- Roadbuster (remold di Swindle)
- Topspin (remold di Blast Off)
- Twin Twist (remold di Brawl)

- Shockwave
- Onslaught
- Brawl
- Swindle
- Blast Off
- Vortex
- Soundwave con Laserbeak
- Soundblaster (redeco di Soundwave) con Buzzsaw (redeco di Laserbeak)
- Frenzy con Ratbat (remold di Laserbeak)
- Rumble (redeco di Frenzy) con Ravage
- Kickback
- Starscream

#### Thrilling 30th (2013-2014)
Nel 2013, a un anno dal trentennale del franchise, la linea viene rimarchiata col nome di Thrilling 30th: la linea comprende design basati sui fumetti più recenti, l'introduzione ufficiale della classe Leader nelle linee dedicate ai G1 rimodernati, il debutto della classe Titan e un paio di personaggi di serie successive alla G1, oltre al debutto di Windblade, personaggio creato interamente dai fan basandosi sui risultati di una serie di sondaggi fatti da Hasbro a inizio 2013.
- Optimus Prime con Roller
- Bumblebee (Legends) con Blazemaster
- Orion Pax
- Trailcutter
- Bumblebee (Deluxe)
- Springer
- Hoist (remold di Trailcutter)
- Sandstorm (remold di Springer)
- Swerve con Flanker
- Cosmos con Payload
- Goldfire (remold di Deluxe Bumblebee)
- Skids
- Tailgate con Groundbuster
- Scoop con Caliburst e Holepunch
- Whirl
- Gears (remold di Swerve) con Eclipse (redeco di Flanker)
- Roadbuster
- Jetfire
- Metroplex
- Cliffjumper (redeco di Legends Bumblebee) con Suppressor (redeco di Roller)
- Crosscut (remold di Skids)
- Nightbeat (remold di Deluxe Bumblebee)[1]
- Windblade
- Brainstorm
- Arcee
- Chromia (remold di Prime Arcee)

- Megatron (Deluxe)
- Blitzwing
- Megatron (Legends) con Chop Shop
- Starscream con Waspinator
- Thundercracker (redeco di Fall of Cybertron Starscream)
- Dreadwing (remold di Deluxe Megatron)
- Doubledealer (remold di Blitzwing)
- Skrapnel con Reflector
- Armada Starscream
- Skywarp (redeco di Fall of Cybertron Starscream)
- Acid Storm (redeco di Starscream) con Venin (redeco di Waspinator)
- Nemesis Prime (redeco di Optimus Prime) con Spinister (redeco di Blazemaster)
- Jhiaxus (remold di Armada Starscream)

- Waspinator
- Rhinox
- Mini-Con Assault Team (comprende Heavytread, Runway e Windshear)
- Rattrap
- Tankor
- Sky-Byte

### Prime Wars Trilogy
Dal 2014 al 2018 escono nella linea Generations le linee della cosiddetta "Prime Wars Trilogy": si tratta di tre serie di personaggi basate sulle gimmick storiche del franchise, come i combiner e gli Headmaster.

#### Combiner Wars (2014-2016)
Combiner Wars è il primo capitolo della trilogia, dedicato principalmente ai combiner. Ogni combiner è formato da quattro personaggi in formato Deluxe e uno in formato Voyager, e alcuni Legends della linea sono fatti in modo da interfacciarsi con i combiner come arma o armatura aggiuntiva. Essendo il meccanismo di aggancio universale, è possibile mischiare i pezzi a piacimento.
- Windcharger (retool di Thrilling 30th Tailgate)
- Powerglide
- Skydive
- Firefly
- Alpha Bravo
- Silverbolt
- Optimus Prime
- Huffer (retool di Thrilling 30th Optimus Prime)
- Air Raid (retool di Skydive)
- Groove (Legends)
- Warpath (retool di Thrilling 30th Legends Megatron)
- Blades (retool di Alpha Bravo)
- Streetwise (retool di Dead End)
- Rook
- First Aid (retool di Offroad)
- Hot Spot
- Ultra Magnus (con Minimus Ambus, basato sui fumetti IDW)
- Rodimus (retool di Blackjack)
- Sunstreaker (retool di Breakdown)
- Ironhide (retool di Offroad)
- Prowl (retool di Streetwise)
- Mirage (retool di Drag Strip)
- Battle Core Optimus Prime (retool di Optimus Prime)
- Pipes (redeco di Huffer)
- Scattershot (retool di Silverbolt)
- Wreck-Gar (retool di Legends Groove)
- Quickslinger (retool di Firefly)
- Wheeljack (retool di Sunstreaker)
- Smokescreen (redeco di Prowl)
- Trailbreaker (retool di Offroad)
- Hound (retool di Swindle)
- Sky Lynx
- Computron (Combiner unico in una sola confezione: formato da Scattershot, retool di Silverbolt; Nosecone, retool di Brawl; Afterburner, retool di Deluxe Groove; Strafe, retool di Skydive; e Lightsteed, redeco di Streetwise)
- Victorion (Combiner unico in una sola confezione: formato da Pyra Magna, retool di Hot Spot; Dustup, retool di Dead End; Stormclash e Skyburst, entrambe retool di Alpha Bravo; Jumpstream, retool di Breakdown; e Rust Dust, retool di Legends Groove)
- Groove (Deluxe)

- Bombshell
- Thundercracker (Legends, redeco di Thrilling 30th Starscream)
- Drag Strip
- Megatron
- Armada Megatron (retool di Megatron, basato sulla versione del personaggio vista in Transformers Armada)
- Blackjack
- Dead End
- Breakdown
- Offroad
- Motormaster (retool di Optimus Prime)
- Thundercracker (Leader, retool di Thrilling 30th Jetfire)
- Viper (retool di Powerglide, basato sui Rattler dei Cobra dei G.I. Joe)
- Cyclonus (retool di Silverbolt)
- Skywarp (Legends, redeco di Thrilling 30th Starscream)
- Starscream (redeco di Leader Thundercracker con corona come accessorio aggiuntivo)
- Buzzsaw
- Chop Shop (retool di Thrilling 30th Skrapnel)
- Shockwave
- Blast Off (redeco di Quickslinger)
- Brawl
- Vortex (redeco di Alpha Bravo)
- Swindle (retool di Rook)
- Onslaught (retool di Hot Spot)
- Skywarp (Leader, redeco di Leader Thundercracker)
- Brake-Neck (retool di Dead End)
- Devastator (Combiner unico in una sola confezione: formato da Scrapper, Scavenger, Bonecrusher, Mixmaster, Long Haul e Hook)
- Liokaiser (Combiner unico in una sola confezione: formato da Dezarus, retool di Sky Lynx; Drillhorn e Iron Bison, entrambi retool di Brawl; Guyhawk, retool di Air Raid; e Fellbat, retool di Skydive)
- Blast Off (nuovo mold)

#### Titans Return (2016-2017)
Il secondo capitolo della trilogia è incentrato sui Titan Master, ovvero gli Headmaster. Ogni Transformer di taglia dal Deluxe in su ha un Titan Master che diventa la sua testa, mentre i Legends possono essere pilotati da essi e i Leader e Titan possono diventare basi di comando pilotabili dagli stessi. Escono anche Titan Master da soli con veicoli trasformabili che possono essere usati come armi dai Transformers più grandi.
- Loudmouth
- Nightbeat
- Wheelie
- Rewind
- Stripes
- Blurr
- Hardhead
- Sentinel Prime
- Powermaster Optimus Prime (retool di Combiner Wars Ultra Magnus)
- Blaster
- Brawn (Titan Master)
- Clobber (retool di Crashbash)
- Chromedome
- Highbrow (retool di Scourge)
- Brainstorm (retool di Blurr)
- Alpha Trion
- Ptero
- Sawback
- Bumblebee
- Breakaway (retool di Chromedome)
- Hot Rod
- Twinferno
- Optimus Prime
- Repugnus (Titan Master)
- Shuffler
- Brawn (Legends)
- Roadburn (retool di Bumblebee)
- Perceptor
- Kup
- Topspin
- Broadside (retool di Alpha Trion)
- Ramhorn (retool di Shuffler)
- Cosmos (riedizione del Thrilling 30th)
- Seaspray
- Twin Twist (retool di Topspin)
- Windblade (retool di Highbrow)
- Fortress Maximus (retool di Thrilling 30th Metroplex)
- Quickswitch (retool di Sixshot)
- Fastclash
- Nautica (retool di Blurr)
- Laser Prime (redeco di Optimus Prime)
- Rodimus Prime (retool di Ptero)
- Magnus Prime (retool di Powermaster Optimus Prime)
- Metalhawk (retool di Triggerhappy)
- Ultra Magnus (retool di Fangry)
- Arcee (retool di Blurr)
- Grotusque (retool di Twinferno)
- Cloudraker (retool di Fastclash)
- Repugnus (Deluxe, retool di Twinferno)

- Crashbash
- Terri-Bull
- Scourge
- Skullsmasher
- Galvatron
- Apeface
- Skytread (retool di Terri-Bull)
- Ravage (retool di Stripes)
- Laserbeak (redeco di Combiner Wars Buzzsaw)
- Rumble (retool di Rewind)
- Mindwipe
- Wolfwire
- Astrotrain (retool di Sentinel Prime)
- Soundwave (retool di Blaster)
- Fangry
- Overboard (redeco di Crashbash)
- Gnaw
- Kickback
- Triggerhappy
- Megatron
- Sixshot
- Krok (retool di Skullsmasher)
- Quake (retool di Hardhead)
- Sky Shadow
- Misfire (retool di Triggerhappy)
- Octone (retool di Optimus Prime)
- Blitzwing (retool di Megatron)
- Overlord (retool di Sky Shadow)
- Trypticon
- Slugslinger (retool di Triggerhappy)
- Pounce
- Thunderwing (retool di Fangry)
- Tidal Wave (retool di Broadside)
- Wingspan
- Scorponok (retool di Fangry)

## Edizioni giapponesi

### Henkei! Henkei! Transformers (2008-2009)
La prima serie giapponese dei Classics è Henkei! Henkei! Transformers (Trasformazione! Trasformazione! Transformers), serie che ripropone i personaggi delle serie Classics e Universe con schemi di colore più fedeli alle loro apparizioni nei cartoni e con dettagli cromati. Alcuni personaggi sono usciti esclusivamente in questa serie (Wildrider, Strafe), mentre altri sono usciti prima in questa serie che nelle edizioni occidentali (Ratchet, Red Alert, Thrust, Dirge).
- Convoy (redeco di Classics Voyager Optimus Prime)
- Bumble (redeco di Classics Deluxe Bumblebee)
- Grimlock (redeco del Classics)
- Ligier (redeco di Classics Mirage)
- Hot Rodimus (redeco di Classics Rodimus)
- Skyfire (redeco di Classics Voyager Jetfire)
- Sunstreaker (redeco del Universe)
- Prowl (redeco del Universe)
- Lambor (redeco di Universe Sideswipe)
- Streak (redeco di Universe Silverstreak)
- Ironhide (redeco del Universe)
- Cheetus (redeco di Universe Cheetor)
- Hound e Jaguar (redeco di Universe Hound e Ravage)
- Ratchet (retool di Universe Ironhide)
- Inferno (redeco del Universe)
- Hot Rod (redeco di Universe Hot Shot)
- Minibot Attack Team (Cliff, redeco di Universe Bumblebee; Gong, redeco di Universe Brawn; e Beachcomber, redeco del Universe)
- Minibot Spy Team (Adams, redeco di Universe Cosmos; Warpath, redeco del Universe; e Wheelie, redeco del Universe)
- Alert (retool di Universe Sideswipe)
- Smokescreen (redeco del Universe)
- Dark Skyfire (redeco di Classics Voyager Jetfire)
- Strafe e Rocketbot (redeco di Universe Cyclonus e Nightstick)

- Megatron (redeco di Classics Voyager Megatron)
- Starscream (redeco del Classics)
- Astrotrain (redeco del Classics)
- Ramjet (redeco del Classics)
- Octone (redeco di Universe Tankor)
- Galvatron (redeco del Universe)
- Cyclonus e Nightstick (redeco degli Universe)
- Dinobot (redeco del Universe)
- Wildrider (redeco di Classics Rodimus)
- Thrust (retool di Classics Ramjet)
- Thundercracker (redeco di Classics Starscream)
- Dirge (retool di Classics Ramjet)
- Skywarp (redeco di Classics Starscream)

### Transformers United (2010-2012)
La seconda serie giapponese è Transformers United, che continua per la strada iniziata dagli Henkei ma sostituisce i dettagli cromati con una colorazione metallizzata nella maggior parte dei personaggi. Questa linea copre le linee occidentali Generations e Reveal the Shield, più alcuni mold precedenti. La linea comprende anche Rumble e Frenzy, la cui distribuzione occidentale è stata cancellata.
- Optimus Prime Cybertron Mode (redeco di Generations Cybertronian Optimus Prime)
- Bumblebee Cybertron Mode (redeco di Generations Cybertronian Bumblebee)
- Cliffjumper Cybertron Mode (redeco di Generations Cliffjumper)
- Optimus Prime (redeco di Classics Deluxe Optimus Prime)
- Bumblebee (redeco di Classics Deluxe Bumblebee)
- Drift (redeco del Generations)
- Grapple (redeco di Reveal the Shield Grappel)
- Jazz (redeco del Reveal the Shield)
- Tracks (redeco del Reveal the Shield)
- Perceptor (redeco del Reveal the Shield)
- Blurr (redeco del Generations)
- Kup (redeco del Generations)
- Wreck-Gar (redeco del Reveal the Shield)
- Wheeljack (redeco del Generations)
- Laser Optimus Prime (redeco di Reveal the Shield Deluxe Optimus Prime)
- Rodimus Prime (retool di Classics Rodimus)
- Warpath (redeco del Generations)
- Windcharger e Wipe-Out (due redeco di Reveal the Shield Windcharger)
- Axalon (redeco di Energon Sharkticon)
- Optimus Primal (redeco di Cybertron Optimus Primal)
- Ultra Magnus (redeco di Classics Voyager Optimus Prime)

- Megatron Cybertron Mode (redeco di Generations Cybertronian Megatron)
- Soundwave Cybertron Mode (redeco di Generations Cybertronian Soundwave)
- Megatron (redeco di Classics Voyager Megatron)
- Straxus (redeco di Generations Darkmount)
- Lugnut (redeco del Reveal the Shield)
- Rumble e Frenzy
- Scourge (redeco del Generations)
- Tank Megatron (redeco di Classics Deluxe Megatron)
- Thunderwing (redeco del Generations)
- Ark Unicron (redeco di Cybertron Unicron)
- Beast Megatron (redeco di Cybertron Voyager Megatron)
- Bruticus Maximus (redeco di Energon Bruticus Maximus)

### Transformers Generations (2012-2014)
La serie successiva dei Generations giapponesi tiene il nome occidentale e mantiene il modus operandi dello schema di colori metallizzato, stavolta sui modelli della serie Fall of Cybertron e su alcuni dei Thrilling 30th.
- Optimus Prime (redeco del Fall of Cybertron)
- Jazz (redeco del Fall of Cybertron)
- Sideswipe (redeco del Fall of Cybertron)
- Ultra Magnus (redeco del Fall of Cybertron)
- Air Raid (redeco del Fall of Cybertron)
- Autobot Data Disk Set (Eject, Ramhorn, Rewind e Sundor, redeco dei Fall of Cybertron)
- Blaster e Steeljaw (redeco dei Fall of Cybertron)
- Grimlock (redeco del Fall of Cybertron)
- Springer (redeco del Thrilling 30th)
- Metroplex (redeco del Thrilling 30th)
- Optimus Prime e Bumblebee (redeco dei Thrilling 30th Legends)
- Orion Pax vs Megatronus (redeco di Thrilling 30th Orion Pax e Deluxe Megatron)
- Bumblebee Goldbug (redeco di Thrilling 30th Deluxe Bumblebee)
- Trailbreaker e Hoist (redeco di Thrilling 30th Trailcutter e Hoist)
- Sandstorm (redeco del Thrilling 30th)
- Fireblast Grimlock (redeco di Fall of Cybertron Grimlock)

- Blast Off (redeco del Fall of Cybertron)
- Vortex (redeco del Fall of Cybertron)
- Brawl (redeco del Fall of Cybertron)
- Swindle (redeco del Fall of Cybertron)
- Onslaught (redeco del Fall of Cybertron)
- Kickback (redeco del Fall of Cybertron)
- Soundwave e Laserbeak (redeco dei Fall of Cybertron)
- Soundblaster e Buzzsaw (redeco dei Fall of Cybertron)
- Decepticon Data Disk Set (Frenzy, Ratbat, Rumble e Ravage, redeco dei Fall of Cybertron)
- Skywarp (redeco del Thrilling 30th)
- Ratbat (retool di Generations Scourge)
- Blitzwing (redeco del Thrilling 30th)
- Megatron e Starscream (redeco dei Thrilling 30th Legends)
- Armada Starscream (redeco del Thrilling 30th)
- Magnificus (retool di Reveal the Shield Perceptor)
- Thundercracker (redeco del Thrilling 30th)

- Waspinator (redeco del Thrilling 30th)
- Rhinox (redeco del Thrilling 30th)
- Mini-Con Assault Team (redeco del Thrilling 30th)

### Transformers Legends (2014-2018)
L'ultima linea giapponese prima dell'unificazione delle linee a livello internazionale è stata Transformers Legends. Linea ben più ambiziosa, non presenta solo i soliti redeco (che qua coprono le linee Thrilling 30th, Combiner Wars e Titans Return più qualche mold precedente) più fedeli all'aspetto dei personaggi nelle serie animate, ma anche remold più o meno invasivi per migliorare l'aspetto. Nelle fasi finali ha inoltre introdotto mold inediti ed esclusivi, come i Targetmaster o Godbomber.
- Rattle (redeco di Thrilling 30th Rattrap)
- Convoy (redeco di Beast Wars Reborn Optimus Primal)
- Leo Prime (redeco di Titans Return Alpha Trion con la testa di Titans Return Sentinel Prime)
- Rhinox (redeco del Thrilling 30th)
- Blue Big Convoy (redeco di Beast Wars Neo Big Convoy)

- Tankor (redeco del Thrilling 30th)
- Gelshark (redeco di Thrilling 30th Sky-Byte)
- Blackwidow (retool di Animated Blackarachnia)
- Waspeeter (redeco di Thrilling 30th Waspinator)

- Roadbuster (redeco del Thrilling 30th)
- Whirl (redeco del Thrilling 30th)
- Jetfire (redeco del Thrilling 30th)
- Swerve e Tailgate (redeco dei Thrilling 30th)
- Brainstorm (redeco del Thrilling 30th)
- Arcee (redeco della Thrilling 30th)
- Chromia (redeco della Thrilling 30th)
- Windblade (redeco della Thrilling 30th)
- Ultra Magnus e Alpha Trion (redeco di Combiner Wars Ultra Magnus e Minimus Ambus)
- Sprung (redeco di Thrilling 30th Springer)
- Skids (redeco del Thrilling 30th)
- Hardhead (retool del Titans Return) con Tankette (redeco del veicolo di Titans Return Terri-Bull)
- Blurr (redeco del Titans Return)
- Broadcast (redeco di Titans Return Blaster)
- Rewind e Nightbeat (redeco dei Titans Return)
- Wheelie (redeco del Titans Return) e Goshooter (redeco di Titans Return Loudmouth)
- Fortress Maximus (retool del Titans Return)
- Chromedome (retool del Titans Return) con Moguru (redeco del veicolo di Titans Return Nightbeat)
- Highbrow (retool del Titans Return) con Cargot (redeco del veicolo di Titans Return Loudmouth)
- Super Ginrai (retool di Titans Return Powermaster Optimus Prime)
- Brainstorm (retool del Titans Return) con Synapse (redeco del veicolo di Titans Return Brawn)
- Godbomber
- Targetmaster Hot Rodimus (retool di Titans Return Hot Rod) con Firebolt
- Targetmaster Cher (retool di Titans Return Kup) con Recoil
- Gong (redeco di Titans Return Legends Brawn) e Repug (redeco di Titans Return Titan Master Repugnus)
- Targetmaster Doublecross (redeco di Titans Return Twinferno) con Haywire
- Broadside (redeco del Titans Return) con Repug Armor (redeco del veicolo di Titans Return Titan Master Repugnus)
- Bumble (redeco di Titans Return Bumblebee) e Excelsuit Spike (retool di Titans Return Emissary)
- Perceptor (redeco del Titans Return) con Amhorn (redeco del veicolo di Titans Return Ramhorn)
- Fastlane (redeco di Titans Return Fastclash) e Cloudraker (redeco del Titans Return)
- Targetmaster Windblade (redeco della Titans Return) con Pointech
- Seaspray (redeco del Titans Return) e Lione (redeco di Titans Return Sawback)
- Targetmaster Twin Twist (redeco del Titans Return) con Spoil
- Targetmaster Topspin (redeco del Titans Return) con Peaceman (retool di Recoil)
- Convobat (redeco di Titans Return Mindwipe con la testa di Titans Return Sentinel Prime) con Megalligator (redeco della testa di Titans Return Galvatron) e Ape X Arms (redeco del veicolo di Titans Return Apeface)
- Magna Convoy (redeco di Classics Voyager Optimus Prime)
- God Ginrai (redeco di Super Ginrai e Godbomber) con Cab e Minerva
- Metroflex (riedizione di Generations Metroplex)
- Grand Maximus (redeco di Titans Return Fortress Maximus)
- Greatshot (retool di Titans Return Sixshot)
- Repug (redeco di Titans Return Deluxe Repugnus) e Grotes (redeco di Titans Return Grotusque)
- Big Powered (Dai Atlas, retool di Titans Return Sky Shadow; Sonic Bomber, retool di Titans Return Misfire; e Roadfire, retool di Titans Return Twin Twist)

- Megatron (redeco del Combiner Wars)
- Nightbird Shadow (retool di Thrilling 30th Arcee)
- Slipstream (retool di Thrilling 30th Windblade)
- Armada Starscream Super Mode (redeco di Thrilling 30th Armada Starscream)
- Skull (retool di Titans Return Skullsmasher) con Butla (redeco del veicolo di Titans Return Crashbash)
- Galvatron (redeco del Titans Return)
- Shockwave (redeco del Combiner Wars) e Cancer (redeco di Titans Return Crashbash)
- Scourge (redeco del Titans Return)
- Weirdwolf (retool di Titans Return Wolfwire) con Rarigo (redeco del veicolo di Titans Return Apeface)
- Wipe (retool di Titans Return Mindwipe) con Servant (redeco del veicolo di Titans Return Crashbash)
- Soundwave (redeco del Titans Return)
- Jaguar (redeco di Titans Return Ravage)  e Bullhorn (redeco di Titans Return Terri-Bull)
- Condor (redeco di Titans Return Laserbeak) e Apeface (redeco del Titans Return)
- Astrotrain (redeco del Titans Return)
- Dinosaurer (redeco di Titans Return Trypticon)
- Sharktron (redeco di Titans Return Gnaw) e Sweeps (retool della testa di Titans Return Scourge)
- Kickback (redeco del Titans Return) e Clouder (redeco di Titans Return Ramhorn)
- Targetmaster Triggerharpy (redeco di Titans Return Triggerhappy) con Blowpipe
- Sixshot (retool del Titans Return)
- Targetmaster Misfire (redeco del Titans Return) con Aimless
- Targetmaster Slugslinger (redeco del Titans Return)
- Octone (redeco del Titans Return) con Ghost Starscream (retool di Titans Return Nightbeat)
- Blitzwing (redeco del Titans Return) con Big Fight (redeco del veicolo di Titans Return Shuffler)
- Overlord (retool del Titans Return)
- Pounce e Wingspan (redeco dei Titans Return)
- G2 Megatron (redeco di Titans Return Megatron) con Noble (redeco del veicolo di Titans Return Fangry)
- Deadlock (redeco di Generations Drift)
- Black Convoy (redeco di Reveal the Shield Deluxe Optimus Prime)
- Armada Megatron (redeco del Combiner Wars)
- Black Convoy (redeco di Titans Return Optimus Prime)

### Unite Warriors (2015-2017)
Unite Warriors è una linea gemella a Legends che comprende i vari combiner della serie Combiner Wars. I personaggi non solo sono ricolorati con maggiore fedeltà a come appaiono nel cartone, ma sono presenti anche nuovi mold (che in occidente sono usciti in seguito come edizioni speciali) o remold esclusivi.
- Superion (formato da Air Rider, redeco di Combiner Wars Air Raid; Firebolt, redeco di Combiner Wars Firefly; Silverbolt, redeco del Combiner Wars; Skydive, redeco del Combiner Wars; e Sling, retool di Combiner Wars Firefly)
- Guardian (formato da First Aid, redeco del Combiner Wars; Graze, redeco di Combiner Wars Blades; Groove, Hot Spot, redeco del Combiner Wars; e Streetwise, redeco del Combiner Wars)
- Convoy Grand Prime (formato da Convoy, redeco di Combiner Wars Optimus Prime; Ironhide, redeco del Combiner Wars; Ligier, redeco di Combiner Wars Mirage; Prowl, redeco del Combiner Wars; e Sunstreaker, redeco del Combiner Wars)
- Computicon (formato da Afterburner, retool di Groove; Lightspeed, retool di Combiner Wars Wheeljack; Nosecone, retool di Combiner Wars Rook; Scattershot, retool del Combiner Wars; e Strafe, retool di Blast Off)
- Lynxmaster (formato da Hound, redeco del Combiner Wars; Ratchet, retool di Combiner Wars Ironhide; Sky Lynx, redeco del Combiner Wars; Trailbreaker, redeco del Combiner Wars; e Wheeljack, redeco del Combiner Wars)

- Menasor (formato da Breakdown, redeco del Combiner Wars; Dead End, redeco del Combiner Wars; Drag Stripe, redeco di Combiner Wars Drag Strip; Motormaster, redeco del Combiner Wars; e Wildrider, retool di Combiner Wars Dead End)
- Devastor (formato da Bonecrusher, retool del Combiner Wars; Glen, retool di Combiner Wars Hook; Long Haul, retool del Combiner Wars; Mixmaster, retool del Combiner Wars; Scavenger, retool del Combiner Wars; e Scrapper, retool del Combiner Wars)
- Grand Galvatron (formato da Zombie War Breakdown, redeco di Combiner Wars Offroad; Tactician Cyclonus, redeco di Combiner Wars Cyclonus; Wandering Roller, redeco di Combiner Wars Rook; Ghost Starscream, retool di Combiner Wars Skydive; e Curse Armada Thrust, retool di Combiner Wars Air Raid)
- Bruticus (formato da Blast Off; Brawl, redeco del Combiner Wars; Onslaught, redeco del Combiner Wars; Swindle, redeco del Combiner Wars; e Vorter, retool di Combiner Wars Vortex)
- Megatronia (formata da Flowspade, redeco di Combiner Wars Dust Up; Megaempress, redeco di Combiner Wars Pyra Magna; Lunaclub, redeco di Combiner Wars Stormclash; Moonheart, redeco di Combiner Wars Skyburst; e Trickdiamond, redeco di Combiner Wars Jumpstream)
- Baldigus (formato da Dangar, redeco di Combiner Wars Brawl; Dolrailer, redeco di Combiner Wars Onslaught; Greejeeber, redeco di Combiner Wars Swindle; Hepter, redeco di Vorter; e Shuttler, redeco di Blast Off)
- Grand Scourge (retool di Combiner Wars Optimus Prime)

## Edizioni internazionali

### Power of the Primes (2017-2018)
Il finale della Prime Wars Trilogy, Power of the Primes, vede più gimmick: in primis il ritorno dei Combiner, ma anche l'arrivo dei Prime Master, personaggini ricavati dallo stesso stampo dei Titan Master che possono essere inseriti in scompartimenti negli arti e nel petto dei combiner o nella Matrice dei Leader. Vengono venduti insieme alle Decoy Suit, riproposizioni dei Pretender che diventano armi. I Leader hanno un robot di taglia Deluxe al loro interno, per rappresentarli prima e dopo essere diventati dei Prime. Power of the Primes è la prima delle linee Generations a essere unificata a livello internazionale: da qua in poi i giocattoli distribuiti in Giappone sono gli stessi del resto del mondo, invece di avere schemi di colori differenti.
- Micronus (con armatura rappresentante Cloudburst)
- Vector Prime (con armatura rappresentante Metalhawk)
- Slash
- Beachcomber
- Windcharger
- Jazz
- Slug
- Swoop
- Grimlock
- Optimus Prime (con Orion Pax)
- Rodimus Prime (con Hot Rod)
- Alpha Trion (con armatura rappresentante Landmine)
- Tailgate (retool di Windcharger)
- Sludge (retool di Slug)
- Snarl
- Moonracer
- Elita-1 (retool di Starscream)
- Outback (retool di Titans Return Legends Brawn)
- Inferno (retool di Combiner Wars Hot Spot)
- Optimal Optimus (con Optimus Primal)
- Novastar (retool di Moonracer)
- Wreck-Gar (retool di Combiner Wars Deluxe Groove)
- Punch/Counterpunch
- Throne of the Primes (redeco di Optimal Optimus)

- Liege Maximo (con armatura rappresentante Skullgrin)
- Skrapnel (riedizione del Thrilling 30th)
- Dreadwind (retool di Combiner Wars Skydive)
- Starscream
- Alchemist Prime (con armatura rappresentante Submarauder)
- Battleslash
- Roadtrap
- Blackwing (retool di Combiner Wars Skydive)
- Rippersnapper
- Hun-Gurrr
- Rodimus Unicronus (retool di Rodimus Prime, con Nemesis Hot Rod)
- Megatronus (con armatura rappresentante Bomb-Burst)
- Quintus Prime (con armatura rappresentante Bludgeon)
- Solus Prime (con armatura rappresentante Octopunch)
- Cindersaur (retool di Slash)
- Blot (retool di Rippersnapper)
- Sinnertwin (retool di Snarl)
- Cutthroat (retool di Swoop)
- Predaking (Combiner unico in una sola confezione: formato da Razorclaw, Rampage, Divebomb, Torox, Headstrong e Onyx Prime)
- Nemesis Prime (retool di Optimus Prime, con Nemesis Pax e Giza)

### Studio Series (2018-in corso)
A partire dal film dedicato a Bumblebee, dalla Premier Edition nasce la Studio Series: una serie commemorativa di tutto il franchise cinematografico, che ripropone i personaggi di tutti i film realizzati in maniera tale che in modalità robot il rapporto di dimensioni tra di loro sia equivalente a quello visto nei film.
Fino al 2024, la linea usa numeri di serie per listare in ordine cronologico le varie uscite (usando le numerazioni separate "86-XX" per gli Studio Series 86 e "+XX" per la Gamer Edition), ma nel 2025 la cosa è stata rimossa. Inoltre, le figure di classe Core non hanno mai avuto numeri di serie.
- 01 Bumblebee (Transformers, Camaro del 76)
- 04 Ratchet (Transformers)
- 05 Optimus Prime (Revenge of The Fallen)
- 07 Grimlock (Age of Extinction, Leader)
- 10 Jazz (Transformers)
- 14 Ironhide (Transformers)
- 15 Bumblebee (Bumblebee, con Charlie)
- 16 Ratchet (Dark of the Moon)
- 18 Bumblebee (Bumblebee)
- 19 Bumblebee Retro Rock Garage Vol. 1 (Bumblebee)
- 20 Bumblebee Retro Rock Garage Vol. 2 (Bumblebee)
- 24+25 Bumblebee: Then & Now (Bumblebee/The Last Knight)
- 26 WWII Bumblebee (The Last Knight)
- 27 Clunker Bumblebee (Transformers)
- 29 Sideswipe (Dark of the Moon)
- 32 Optimus Prime (Transformers)
- 35 Jetfire (Revenge of The Fallen)
- 36 Drift with Baby Dinobots (The Last Knight)
- 38 Optimus Prime (Bumblebee)
- 39 Cogman (The Last Knight)
- 44 Optimus Prime (Dark of the Moon)
- 45 Drift (Age of Extinction)
- 49 Bumblebee (Transformers, Camaro del 2007)
- 50 WWII Hot Rod (The Last Knight)
- 52 Arcee, Chromia e Elita-1 (Revenge of The Fallen)
- 57 Offroad Bumblebee (Bumblebee)
- 58 Roadbuster (Dark of the Moon)
- 61 Sentinel Prime (Dark of the Moon)
- 63 Topspin (Dark of the Moon)
- 64 Cliffjumper (Bumblebee)
- 68 Leadfoot (Age of Extinction)
- 70 B-127 (Bumblebee)
- 71 Dino (Dark of the Moon)
- 74 Bumblebee (Revenge of The Fallen)
- 75 Jolt (Revenge of The Fallen)
- 77 N.E.S.T. Bumblebee (Bumblebee)
- 78 Sideswipe (Revenge of The Fallen)
- 79 High Octane Bumblebee (Age of Extinction)[2]
- 80 Brawn (Bumblebee)
- 81 Wheeljack (Bumblebee)
- 82 Ratchet (Bumblebee)
- 84 Ironhide (Bumblebee)
- 85 Arcee (Bumblebee)
- 87 Bumblebee (Dark of the Moon, Deluxe)
- 92 Crosshairs (The Last Knight)
- 93 Hot Rod (The Last Knight)
- 95 N.E.S.T. Ratchet (Bumblebee) [2]
- 100 Bumblebee (Rise of the Beasts)
- Arcee (Rise of the Beasts)
- Bumblebee (Dark of the Moon, Core)
- 102 Optimus Prime (Rise of the Beasts) [2]
- 105 Mirage (Rise of the Beasts)
- Noah Diaz Exo-Suit (Rise of the Beasts)
- 108 Wheeljack (Rise of the Beasts)
- 111 Concept Art Sunstreaker (Bumblebee)
- 112 Optimus Prime (One)
- 116 Bumblebee (Bumblebee, seconda versione)
- B-127 (One)
- Elita-1 (One)
- Sentinel Prime (One)
- Que (Dark of the Moon)
- Optimus Prime (Age of Extinction)
- Alpha Trion (One)
- Nemesis Prime (The Last Knight)
- Grimlock (Age of Extinction, Titan)

- 02 Stinger (Age of Extinction)
- 03 Crowbar (Dark of the Moon)
- 06 Starscream (Transformers)
- 08 Blackout (Transformers)
- 09 Thundercracker (Dark of the Moon)
- 11 Lockdown (Age of Extinction)
- 12 Brawl (Transformers)
- 13 Megatron (Revenge of The Fallen)
- 17 Shadow Raider (Age of Extinction)
- 21 Starscream (Revenge of The Fallen)
- 22 Dropkick (Bumblebee, modalità elicottero)
- 23 KSI Sentry (Age of Extinction)
- 28 Barricade (Transformers)
- 30 Crankcase (Dark of the Moon)
- 31 Battle Damaged Megatron (Revenge of The Fallen)
- 33 Bonecrusher (Transformers)
- 34 Megatron (Dark of the Moon)
- 37 Rampage (Revenge of The Fallen)
- 40 Shatter (Bumblebee)
- 41 Scrapmetal (Revenge of The Fallen)
- 42 Long Haul (Revenge of The Fallen)
- 43 KSI Boss (Age of Extinction)
- 46 Dropkick (Bumblebee, modalità auto)
- 47 Hightower (Revenge of The Fallen)
- 48 As seen in parks Megatron (Dark of the Moon, basato cromaticamente sul pupazzo usato nei parchi Universal in America)
- 51 Soundwave (Dark of the Moon)
- 53 Mixmaster (Revenge of The Fallen)
- 54 Megatron (Transformers)
- 55 Scavenger (Revenge of The Fallen)
- 56 Shockwave (Dark of the Moon)
- 59 Shatter (Bumblebee, modalità jet)
- 60 Scrapper (Revenge of The Fallen)
- 62 Soundwave (Revenge of The Fallen)
- 65 Blitzwing (Bumblebee)
- 66 Overload (Revenge of The Fallen)
- 67 Skipjack (Revenge of The Fallen)
- 69 Devastator (Revenge of The Fallen, riedizione dei già usciti Scrapmetal, Hightower, Long Haul, Scavenger, Mixmaster, Overload, Scrapper e Skipjack in una sola confezione)
- 72 Starscream (Bumblebee, Voyager)
- 73 Grindor (Revenge of The Fallen)
- 76 Thrust (Bumblebee)
- Ravage (Bumblebee)
- Shockwave (Bumblebee, Core)
- 83 Soundwave (Bumblebee)
- 88 Sideways (Revenge of The Fallen)
- 89 Thundercracker (Bumblebee)
- 90 Galvatron (Age of Extinction)
- Laserbeak (Dark of the Moon)
- 91 The Fallen (Revenge of The Falen)
- 94 N.E.S.T. Bonecrusher (Bumblebee) [2]
- 96/117 Hatchet (Dark of the Moon) [2][3]
- Concept Art Rumble (Bumblebee)
- Mohawk (The Last Knight)
- 109 Concept Art Megatron (Bumblebee)
- Starscream (Bumblebee, Core)
- 110 Shockwave (Bumblebee, Voyager)
- 113 Skywarp (Bumblebee)
- Concept Art Frenzy (Bumblebee)
- 114 Megatron (One)
- Starscream (One)
- Concept Art KSI Widow (Age of Extinction)
- Airachnid (One)
- Barricade (The Last Knight)

- 97 Airazor (Rise of the Beasts)
- 98 Cheetor (Rise of the Beasts)
- 103 Rhinox (Rise of the Beasts)
- 106 Optimus Primal (Rise of the Beasts)
- 118 Apelinq (Rise of the Beasts)

- 99 Battletrap (Rise of the Beasts)
- Freezer (Rise of the Beasts)
- 101 Scourge (Rise of the Beasts)
- Novakane (Rise of the Beasts)
- 104 Nightbird (Rise of the Beasts)

- 107 Scorponok (Rise of the Beasts)
- 115 Double Punch (Rise of the Beasts)

Nel 2021, per celebrare i 35 anni del film animato della G1, alla serie viene integrata la sottolinea Studio Series 86, che presenta personaggi provenienti da tale film.
- 86-01 Jazz
- 86-02 Kup
- 86-03 Blurr
- 86-04 Hot Rod
- 86-06 Grimlock e Wheelie
- 86-07 Slug e Daniel Witwicky
- 86-09 Wreck-Gar
- 86-11 Perceptor
- 86-13BB Cliffjumper [2]
- Exo-Suit Spike Witwicky
- 86-14  Junkyard
- 86-15 Sludge
- 86-16 Arcee
- Ratchet
- Wheelie
- 86-17 Ironhide
- 86-18BB Hound [2][4]
- 86-19 Snarl
- Ironhide (Core)
- 86-20BB Prowl [2]
- 86-21 Ultra Magnus
- 86-22 Brawn
- 86-23 Ratchet
- 86-24BB Ironhide (Battle Damage) [2]
- 86-24 Scrapheap
- 86-25 Blaster e Eject
- 86-26 Swoop
- 86-27 Brawn (Battle Damage)
- 86-28 Ratchet (Battle Damage)
- Steeljaw
- 86-29 Bumblebee
- 86-30 Springer
- 86-31 Optimus Prime
- Windcharger

- 86-05 Scourge
- 86-10 Sweep
- 86-12 Coronation Starscream
- Rumble
- Frenzy
- 86-31 Galvatron
- Bonecrusher
- Scrapper
- Long Haul e Hook
- Scavenger
- Mixmaster
- Megatron
- Thundercracker

- 86-08 Gnaw

- Perceptor e Ramhorn contro Ratbat

Nel 2023 viene aggiunta un'ulteriore sottolinea, la Studio Series Gamer Edition, che si dedica ai design creati specificatamente per i videogiochi.
- +01 Bumblebee (War for Cybertron)
- +03 Optimus Prime (War for Cybertron)
- +05 Cliffjumper (War for Cybertron)
- +07 Sideswipe (War for Cybertron)
- +09 Ratchet (War for Cybertron)
- +10 Bumblebee (Reactivate)
- Optimus Prime (Devastation)
- Ironhide (War for Cybertron)
- Sideswipe (Devastation)
- Wheeljack (Devastation)

- +02 Barricade (War for Cybertron)
- +04 Megatron (War for Cybertron)
- +06 Starscream (War for Cybertron)
- +08 Decepticon Soldier (War for Cybertron)
- +11 Skywarp (War for Cybertron)
- Elite Seeker e Ground Soldier (Devastation)
- Thundercracker (War for Cybertron)

### War for Cybertron Trilogy
Nel 2019 parte la trilogia di War for Cybertron, reboot della linea Generations che inizia mostrando la guerra tra Autobot e Decepticon in tre atti: l'inizio su Cybertron, l'arrivo sulla Terra e viaggi nel tempo.

#### Siege (2019)
Il primo atto della trilogia mostra personaggi classici G1 con altmode Cybertroniani, realizzati in modo tale da mantenere le proporzioni tra di loro fedeli al cartone animato (similarmente a come fa la linea Studio Series con i personaggi dei film live action). La gimmick principale della linea si basa sul combattimento: ogni personaggio grande presenta su di sé vari danni da battaglia ed è dotato di armi che possono essere combinate tra di loro per formare un'arma più grande. La taglia Legends viene soppiantata dal ritorno dei Micromasters (ora in confezioni da 2 e combinabili in armi, come alcuni Mini-Con della serie Armada), mentre il formato più piccolo è ora occupato dai Battle Master, riproposizioni dei vari Targetmaster e dei partner degli Action Master che diventano anche loro armi e vengono venduti con allegate componenti in plastica lucida che possono essere attaccate sia sui Battle Master stessi che su personaggi più grandi per simulare l'impatto degli attacchi. Alcuni personaggi di taglia Deluxe, chiamati Weaponizers, possono essere scomposti in varie armi utilizzabili dagli altri personaggi. I Leader di questa linea sono composti da robot della stessa taglia dei Voyager muniti di esoscheletri per aumentarne la stazza. Viene anche introdotta una nuova taglia, i Commander, a metà strada tra i Leader e i Titan.
- Firedrive
- Lionizer
- Roadhandler e Swindler
- Topshot e Flak
- Sideswipe
- Cog
- Hound
- Optimus Prime (Voyager)
- Ultra Magnus
- Pteraxadon
- Stakeout e Red Heat (retool di Topshot)
- Chromia
- Ironhide
- Six-Gun
- Prowl
- Omega Supreme (con Countdown)
- Mirage
- Red Alert (redeco di Sideswipe)
- Ratchet (retool di Ironhide)
- Greenlight (retool di Power of the Primes Moonracer) e Dazlestrike (redeco di Lionizer)
- Galaxy Upgrade Optimus Prime (Leader, retool di Ultra Magnus basato sul personaggio come appare nella serie Transformers Cybertron)
- Springer
- Impactor
- Jetfire
- Smashdown
- Highjump e Powertrain
- Covert Clone Sideswipe (redeco di Sideswipe) e Slamdance (redeco di Skytread) con Trenchfoot (redeco di Aimless)
- Bluestreak (retool di Prowl)
- Crosshairs (retool di Ironhide)
- Rung

- Blowpipe
- Stormcloud e Visper
- Skytread
- Megatron
- Shockwave
- Aimless (retool di Blowpipe)
- Ravage e Laserbeak
- Refraktor
- Brunt
- Starscream
- Soundwave
- Barricade (retool di Prowl)
- Caliburst (redeco di Blowpipe)
- Thundercracker (retool di Starscream)
- Blackjack (redeco di Swindler) e Hyperdrive (redeco di Roadhandler)
- Skywarp (retool di Starscream) con Fracas (redeco di Firedrive), Shrute (redeco di Aimless) e Terror-Daxtyl (redeco di Pteraxadon)
- Apeface
- Astrotrain
- Spinister
- Soundblaster (retool di Soundwave)
- Acid Storm, Ion Storm e Nova Storm (tre redeco di Starscream)
- Rumble e Ratbat
- Direct-Hit e Power Punch
- Spectro, Spyglass e Viewfinder (tre redeco/retool di Refraktor, con Kremzeek)
- Singe (redeco di Firedrive)

- Unicron
- Holo Mirage (retool di Mirage) e Aragon (retool di Cog) contro Decepticon Impactor (retool di Impactor)
- Road-Police (redeco di Stakeout), Wheel Blaze (redeco di Red Heat), Ground Shaker (redeco di Stormcloud), Overair (redeco di Visper), Ricon (redeco di Highjump) e Irontread (redeco di Powertrain) contro Nightflight (redeco di Stormcloud), Slyhopper (redeco di Visper), Cratermaker (redeco di Flak) e Fireline (redeco di Topshot)

#### Earthrise (2020)
La seconda parte della trilogia, Earthrise, passa da Cybertron alla Terra, mostrando i personaggi nelle loro fattezze terrestri classiche. Tornano gli Weaponizers tra i Deluxe, ora chiamati Modulators e basati sulle basi dei Micromasters G1. La nuova gimmick vede la presenza di basi per i personaggi collegabili tra di loro con rampe (i Battle Master di questa linea). Vengono introdotte due nuove fazioni, i Quintesson e i Mercenari.
- Daddy-o e Trip Up
- Ironworks
- Wheeljack
- Cliffjumper
- Hoist
- Grapple
- Optimus Prime
- Soundbarrier
- Smashdown (riedizione del Siege)
- Arcee
- Smokescreen
- Blast Master e Fuzer
- Sky Lynx
- Sunstreaker
- Trailbreaker (retool di Hoist)
- Rung (riedizione del Siege)
- Alternate Universe Optimus Prime (retool di Optimus Prime)
- Ironhide (retool del Siege) e Prowl (retool di Smokescreen)
- Bluestreak (retool di Smokescreen)
- Ratchet (retool di Ironhide) e Lifeline (redeco di Arcee)
- Fastclash e Cloudraker (riedizione dei Titans Return)
- Ironworks (redeco) e Overair (redeco di Airwave) con Blast Master (redeco), Fuzer (redeco), Moonrock (redeco di Siege Direct-Hit) e Missile Master (redeco di Siege Power Punch)

- Starscream
- Scorponok
- Runamuck
- Bombshock e Growl
- Astrotrain (riedizione del Siege)
- Ground Hog e Roller Force
- Fasttrack
- Doublecrosser
- Airwave
- Snapdragon
- Megatron
- Skywarp e Thundercracker (due retool di Starscream)
- Pounce e Wingspan (riedizione dei Titans Return)
- Centurion Droid (redeco di Siege Brunt)
- Direct-Hit e Power Punch (riedizione dei Siege)
- Dirge e Ramjet (due retool di Starscream)
- Thrust (retool di Ramjet)
- Runabout (retool di Runamuck)

- Quintesson Judge
- Allicon
- Slitherfang
- Quintesson Pit of Judgement (set speciale: include un redeco di Quintesson Judge, Sharkticon (redeco di Titans Return Gnaw), Quintesson Bailiff (retool di Allicon) e le due figure non trasformabili di Quintesson Prosecutor e Kranix)

- Doubledealer

- Fireguard (redeco di Direct-Hit), Roadburner (redeco di Power Punch) e Windstorm (redeco di Daddy-O) contro Stingracer (redeco di Trip-Up), Runner (redeco di Roller Force) e Motorhead (redeco di Ground Hog)
- Barricade (retool di Earthrise Smokescreen) e Punch/Counterpunch (redeco del Power of the Primes)

#### Kingdom (2021)
La terza linea della storia, Kingdom, vede il ritorno dei personaggi di Beast Wars. I Micromaster e i Battle Master se ne vanno e vengono sostituiti dalla classe Core, equivalente dei Legends. Rimangono i personaggi scomponibili in armi, ora chiamati Fossilizers e basati su scheletri di dinosauro.
- Warpath
- Optimus Prime (Core)
- Optimus Prime (Leader, riedizione dell'Earthrise)
- Arcee (riedizione della Earthrise)
- Huffer
- Inferno (retool di Earthrise Grapple)
- Ultra Magnus (retool di Siege Ultra Magnus)
- Rodimus Prime
- Autobot Ark (con Teletraan-1/Mainframe)
- Tracks
- Wheeljack (riedizione dell'Earthrise)
- Road Rage (retool di Tracks)
- Red Alert (retool del Siege)
- Pipes (retool di Huffer)
- Slammer (retool di Earthrise Airwave)
- Puffer (retool di Pipes) e Road Ranger (retool di Huffer)
- Jackpot (retool di Studio Series 86 Jazz) e Sights (redeco di Siege Pteraxadon)
- Blaster ed Eject
- Hot Rod

- Cyclonus
- Megatron
- Starscream
- Galvatron
- Soundwave
- Covert Agent Ravage (retool di Cheetor)
- Behold Galvatron! (redeco di Galvatron)

- Rattrap
- Cheetor
- Optimus Primal
- Airazor
- Wingfinger
- Rhinox
- Dracodon (redeco di Vertebreak)
- Tricranius (retool di Ractonite)
- T-Wrecks (retool di Megatron Beast)
- Tigatron
- Mutant Tigatron (retool di Tigatron)

- Blackarachnia
- Paleotrex
- Megatron (Beast)
- Vertebreak
- Ractonite
- Dinobot
- Scorponok
- Waspinator
- Shadow Panther (retool di Cheetor)
- Terrorsaur (retool di Airazor)

- Grimlock (retool di Dinobot) e Mirage (retool del Siege)
- Skywarp (retool di Airazor) e Sideswipe (retool del Siege)

#### War for Cybertron Trilogy (2020-2021)
La linea War for Cybertron Trilogy è una sottolinea limitata formata da redeco e retool di personaggi delle serie individuali della trilogia, realizzata per promuovere l'omonima serie animata originale Netflix. A parte alcune eccezioni, i redeco dei personaggi puntano a dare una colorazione più cupa e carica di danni da battaglia, per renderli più simili ai modelli 3D usati nella suddetta serie. Sono presenti vari bonus in tale serie: i cartonati interni dei primi 10 Deluxe usciti possono essere uniti per creare un fondale della base Autobot da usare per esporre le figure, mentre i Voyager includono due Battle Master (o un Core) ciascuno.
- Chromia (redeco di Siege Chromia)
- Hound (redeco di Siege Hound)
- Sideswipe (redeco di Siege Sideswipe)
- Ultra Magnus (redeco di Siege Ultra Magnus) con Battlefield Rung (redeco di Siege Rung)
- Elita-1 (retool di Earthrise Arcee)
- Wheeljack (redeco di Earthrise Wheeljack)
- Red Alert (redeco di Siege Red Alert)
- Impactor (redeco di Siege Impactor)
- Bumblebee (retool di Earhrise Cliffjumper)
- Optimus Prime (redeco di Earthrise Optimus Prime senza il rimorchio) con Enerax (redeco di Siege Pteraxadon) e Sheeldron (redeco di Earthrise Soundbarrier)
- Deep Cover (redeco di Siege Sideswipe)

- Mirage (redeco di Siege Mirage)
- Scrapface (redeco di Siege Refraktor)
- Hotlink (redeco di Siege Skywarp) con Heartburn e Heatstroke (due redeco di Siege Blowpipe)
- Megatron (redeco di Siege Megatron) con Captive Lionizer (redeco di Siege Lionizer) e Captive Pinpointer (redeco di Siege Pinpointer)
- Soundwave (retool di Siege Soundwave) con Ravage (retool di Siege Ravage) e Laserbeak (retool di Siege Laserbeak)
- Nemesis Prime (redeco di Siege Optimus Prime col rimorchio di Earthrise Optimus Prime e le armi di Power of the Primes Nemesis Prime) con Giza (riedizione del Power of the Primes) e Fangtron (redeco di Earthrise Slitherfang)
- Sparkless Seeker (redeco di Siege Starscream) con Sparkless Caliburst (redeco di Siege Caliburst) e Sparkless Singe (redeco di Siege Singe)
- Sparkless Bot (redeco di Siege Barricade)
- Megatron (redeco di Siege Megatron) e Skelivore (retool di Kingdom Paleotrex)

- Optimus Primal (redeco di Kingdom Optimus Primal) con Rattrap (redeco di Kingdom Rattrap)
- Cheetor (redeco di Kingdom Cheetor)

- Deseeus Army Drone (redeco di Siege Ironhide)

### Selects (2018-in corso)
La linea Selects è formata da redeco e remold specifici di certi personaggi venduti esclusivamente online. In America sono venduti da Entertainment Earth e dallo store online Hasbro Pulse e in Giappone da TakaraTomy Mall. In Italia inizialmente potevano essere ordinati da Amazon, dai rivenditori che si forniscono tramite Terminal Video o dal sito europeo Zavvi, fino all'apertura di Hasbro Pulse sul territorio italiano a settembre 2022.
- Ricochet (redeco di Power of the Primes Jazz)
- Red Swoop (redeco di Power of the Primes Swoop)
- Star Convoy (remold di Power of the Primes Optimus Prime)
- Smokescreen (redeco di Siege Barricade)
- Lancer (remold di Siege Greenlight)
- Cromar (remold di Siege Six-Gun)
- Zetar (remold di Siege Brunt)
- Hot Shot (remold di Siege Hound)
- Hubcap (remold di Earthrise Cliffjumper)
- Tigertrack (redeco di Siege Sideswipe)
- Rotorstorm (retool di Siege Spinister)
- Hot House (redeco di Earthrise Airwave)
- Cordon (retool di Earthrise Sunstreaker) e Spinout (redeco di Earthrise Sunstreaker)
- Volcanicus (Combiner unico in una sola confezione: formato da Grimlock, Slug, Swoop, Snarl e Sludge, redeco dei Power of the Primes con nuovi accessori)
- Shattered Glass Optimus Prime (redeco di Earthrise Optimus Prime senza rimorchio) e Shattered Glass Ratchet (redeco di Earthrise Ratchet)
- Deep Cover (redeco di Siege Red Alert)
- Artfire (redeco di Kingdom Inferno) con Nightstick (redeco di Siege Firedrive)
- Lift-Ticket (redeco di Earthrise Hoist)
- DK-2 Guard (redeco di Earthrise Ironhide)
- DK-3 Breaker (redeco di Earthrise Trailbreaker)
- Guardian Robot (redeco di Siege Omega Supreme) con Lunar-Tread (redeco di Siege Countdown)
- Autobots Stand United (pack da cinque personaggi: include Wheeljack, redeco dell'Earthrise con nuova arma; Trailbreaker, redeco dell'Earthrise; Sunstreaker, redeco dell'Earthrise con nuova arma; Jazz, redeco dello Studio Series 86; e Hound, retool del Siege)
- Go-Bot Guardians (pack da tre personaggi: include Pathfinder, redeco di Legacy Cosmos; Treds, redeco di Kingdom Warpath; e Smallfoot, retool di Legacy United Gears)
- G2 Slug (redeco dello Studio Series 86) e G2 Snarl (redeco dello Studio Series 86)

- Combat Megatron (retool di Siege Megatron)
- Turtler (retool di Power of the Primes Hun-Gurrr) e Gulf (retool di Power of the Primes Blot)
- Super Megatron (retool di Titans Return Galvatron)
- Red Wing (redeco di Siege Thundercracker)
- Galactic Man Shockwave (redeco di Siege Shockwave)
- Kraken (retool di Power of the Primes Cutthroat) e Lobclaw (retool di Power of the Primes Blot)
- Overbite (retool di Power of the Primes Rippersnapper) e Tentakil (retool di Power of the Primes Moonracer)
- Frenzy (redeco di Siege Rumble), Wingthing (redeco di Siege Ratbat), Knok (redeco di Siege Rumble) e Skar (retool di Siege Ratbat)
- Greasepit (retool di Earthrise Ironworks)
- God Neptune (Combiner unico in una sola confezione: formato da Hardshell, redeco di Turtler; Scylla, retool di Tentakil; Coelagon, redeco di Gulf; Terrormander, redeco di Kraken; e Sea Phantom, redeco di Overbite)
- G2 Megatron (redeco di Earthrise Megatron)
- G2 Sandstorm (redeco di Earthrise Ramjet)
- Black Roritchi (redeco di Earthrise Fasttrack)
- Abominus (Combiner unico in una sola confezione: formato da Hun-Gurrr, Blot, Rippersnapper, Cutthroat e Sinnertwin, redeco dei Power of the Primes con nuovi accessori)
- G2 Ramjet (redeco di Earthrise Ramjet)
- Blackzarak (retool di Earthrise Scorponok)
- Galvatron (redeco del Kingdom)
- Cyclonus (redeco del Kingdom) con Nightstick (redeco di Siege Blowpipe)
- Magnificus (retool di Studio Series 86 Perceptor)
- Trypticon (redeco del Titans Return)

- Nightbird (retool di Siege Chromia)
- Exhaust (retool di Earthrise Wheeljack)
- Bug Bite (retool di Earthrise Cliffjumper)
- Soundblaster (redeco di Siege Soundblaster)

- Transmutate (retool di Kingdom Paleotrex)

- Antagony (retool di Legacy Inferno)

### Collaborative (2019-in corso)
La linea Collaborative presenta vari personaggi, quasi sempre retool di mold preesistenti, che rappresentano veicoli o personaggi di varie proprietà esterne ai Transformers.
- Ectotron (retool di Combiner Wars Hot Spot)
- Gigawatt (retool di Siege Sideswipe)
- Maverick
- Afterlife Ectotron (retool di Ectotron)
- X-Spanse (retool di Studio Series Jetfire)
- A.W.E. Striker Bumblebee e Stalker
- Tonkanator (redeco di G1 Devastator; formato da Mega Dozer, redeco di Bonecrusher; Power Digger, redeco di Scavenger; Skyhook, redeco di Hook; Mega Hauler, redeco di Long Haul; Motormix, redeco di Mixmaster; e Motor Load, redeco di Scrapper)
- Hot Rod Ken (redeco di Legends Hot Rodimus) vs Arcee Chun-Li (redeco di Thrilling 30 Arcee)
- Code Red
- Party Wallop
- Triple T Kup con Sgt. Slaughter e Leatherback
- Agent Knight
- Blue Booster e Wingtail

- J. Balvintron (redeco di Soundwave G1 con le armi di Siege Jetfire) con Energia Buzzsaw (redeco di Buzzsaw G1) e Vibras Stripes (redeco di Ravage G1)
- Draculus (retool di Titans Return Mindwipe)
- HISS Tank Megatron e Baroness
- Thunder Machine Soundwave con Zartan e Zarana
- Frankentron (retool di Siege Impactor)

- Tyrannocon Rex (retool di Kingdom Megatron Beast) contro JP93
- Optimus Prime Ryu (redeco di Titans Return Optimus Prime) vs Megatron M. Bison (redeco di Titans Return Megatron)
- JP12 contro Dilophocon
- Twin Mill contro Bone Shaker

- Kurama (retool di Kingdom Cheetor) e Gamakichi
- The Mandalorian/N-1 Starfighter

### Shattered Glass (2021-in corso)
Shattered Glass è un universo alternativo dove gli Autobot sono i cattivi e i Decepticon sono i buoni. Dopo aver ricevuto vari personaggi come esclusive per fiere o altro, nel 2021 è uscita una vera e propria linea dedicata.
- Blurr (retool di Studio Series 86 Blurr)
- Goldbug (retool di Earthrise Cliffjumper)
- Jetfire (redeco di Siege Jetfire)
- Ultra Magnus (retool di Kingdom Ultra Magnus con le armi di Legacy Laser Optimus Prime)
- Blaster (retool di Kingdom Blaster) e Rewind (redeco di Kingdom Eject)
- Grimlock (redeco di Studio Series 86 Grimlock)

- Megatron (retool di Siege Megatron)
- Starscream (redeco di Siege Starscream)
- Slicer (redeco di Earthrise Wheeljack) ed Exo-Suit (redeco di Earthrise Fasttrack)
- Flamewar (redeco di Legacy Arcee) e Fireglide (redeco di Siege Pteraxadon)
- Soundwave (retool di War for Cybertron Trilogy Soundwave) con Ravage (redeco del Siege) e Laserbeak (redeco del Siege)

- Sideswipe (retool di Kingdom Sideswipe) con Whisper e Rodimus (redeco di Studio Series 86 Hot Rod)

### Buzzworthy Bumblebee (2021-2023)
Buzzworthy Bumblebee è una sottoserie Generations incentrata su Bumblebee nelle sue varie incarnazioni. La linea è formata quasi esclusivamente da repack di figure da altre linee (principalmente Studio Series, riportanti gli stessi numeri di identificazione delle loro prime release ma con l'aggiunta del codice BB davanti), ma non mancano anche dei remold e dei mold inediti. Alcuni mold Studio Series sono usciti prima in questa serie che non nella serie regolare.
A partire dal 2022, la linea diventa definitivamente una sottolinea simile alla Select, incentrata su redeco di mold recenti con i colori di versioni precedenti degli stessi personaggi, mentre i repack degli Studio Series sono ora redeco con colorazioni migliorate rispetto alle edizioni precedenti. La serie chiude definitivamente nel 2023, e dal 2024 i personaggi esclusivi sono semplicemente considerati parte della linea principale.
- Bumblebee (Core) & Spike Witwicky
- 15BB Bumblebee & Charlie
- 26BB WWII Bumblebee
- 74BB Bumblebee & Sam
- Bumblebee & Trash Crash (repack di Cyberverse Spark Armor Bumblebee con l'armatura di Spark Armor Grimlock)
- Bumblegrim (repack di Robots in Disguise Crash Combiner Bumblebee e Grimlock)
- Primelock (redeco di Robots in Disguise Crash Combiner Optimus Prime e Grimlock)
- Mega 1-Step Bumblebee (repack dell'Age of Extinction)
- Power Charge Bumblebee (repack di quello del film Bumblebee)
- Origin Bumblebee
- 86-02BB Kup
- 86-13BB Cliffjumper
- 70BB B-127
- Silverstreak (redeco di Earthrise Bluestreak)
- 44BB  Optimus Prime
- 95BB N.E.S.T. Ratchet
- 86-18BB Hound[4]
- Origin Jazz
- 102BB Optimus Prime
- 86-20BB Prowl e 86-24BB Ironhide
- 07BB Grimlock
- Tow-Line (retool di Legacy Evolution Scraphook)

- 40BB Shatter
- Megatron & Chopper Cut (repack di Cyberverse Spark Armor Megatron)
- 94BB N.E.S.T. Bonecrusher
- 96BB Hatchet[4]

- 18BB Bumblebee vs 46BB Dropkick
- 27BB Clunker Bumblebee vs 28BB Barricade
- 79BB High Octane Bumblebee vs 02BB Stinger

- Dinobot (redeco di Kingdom Grimlock)

- Terrorsaur (redeco del Kingdom)

- Evergreen Warrior Multipack (repack di Cyberverse Warrior Bumblebee, Optimus Prime, Megatron e Starscream)
- Worlds Collide Multipack (include Nemesis Primal, retool di Kingdom Optimus Primal; Fangry, retool di Titans Return Grotusque; Bumblebee, redeco di Selects Bug Bite; e Blackarachnia, retool di Kingdom Blackarachnia)
- Creatures Collide Multipack (include Goldbug, retool di War for Cybertron Trilogy Bumblebee; Ransack, retool di Legacy Kickback; Skywasp, redeco di Kingdom Waspinator; e Scorponok, redeco di Kingdom Scorponok)[5]
- Troop Builder Multipack (include Seeker, redeco di Earthrise Starscream; Quintesson Trooper, redeco di Earthrise Quintesson Bailiff; Cybertronian Trooper, retool di Legacy Skullgrin; e Autotrooper, retool di Siege Ironhide)[6]

### Premium Finish/Beast Wars Again/Dramatic Capture Series (2021-)
La linea Premium Finish è una riedizione speciale di vari mold delle serie War for Cybertron e Studio Series, con schemi di colore più dettagliati per riprodurre al meglio l'aspetto dei personaggi come appaiono rispettivamente nella serie Netflix e nei film.
Dopo una breve sosta, la linea è rinata nel 2023, concentrandosi adesso sui vari personaggi di Beast Wars usciti in Kingdom con colorazioni fedeli alla serie animata, distribuiti in pack da due personaggi ispirati ai set da 2 distribuiti in Giappone per la linea originale. Per questo motivo la linea prende il nuovo nome di Beast Wars Again. Ad essa nel 2024 si aggiunge la linea Dramatic Capture Series, set da più personaggi per ricreare scene iconiche della serie animata originale per celebrarne i 40 anni.
- Optimus Prime (redeco del Siege)
- Bumblebee (redeco dello Studio Series 18)
- Optimus Prime (redeco dello Studio Series 38)
- Ultra Magnus (redeco del Siege)
- Ratchet (redeco dello Studio Series 04)
- Optimus Prime (redeco dello Studio Series 05)
- Autobot Headquarters (include Optimus Prime, redeco dell'Earthrise senza rimorchio; Jazz, redeco dello Studio Series 86-01; e Mainframe, redeco del Kingdom)
- Cybertron Chase (include Bumblebee, redeco di Buzzworthy Origin Bumblebee; Jazz, redeco di Buzzworthy Origin Jazz; e Wheeljack, redeco di Legacy United Origin Wheeljack)

- Megatron (redeco del Siege)
- Megatron (redeco dello Studio Series 54)
- Starscream (redeco del Siege)
- Nemesis Bridge (include Megatron, redeco dell'Earthrise; Shockwave, redeco del Siege senza l'armatura aggiuntiva; Soundwave, redeco del War for Cybertron Trilogy; e Laserbeak, redeco del War for Cybertron Trilogy)
- Triple Takeover (include Starscream, redeco dello Studio Series 86; Astrotrain, redeco del Siege; e Blitzwing, redeco del Legacy)
- Decepticons, Part 1 (include Thundercracker, redeco dell'Earthrise, e Reflector, redeco di Siege Spectro, Spyglass e Viewfinder)

- Optimus Primal (redeco del Kingdom) e Megatron (redeco del Kingdom)
- Rhinox (redeco del Kingdom) e Scorponok (redeco del Kingdom)
- Cheetor (redeco del Kingdom) e Waspinator (redeco del Kingdom)
- Tigatron (redeco del Kingdom) e Blackarachnia (redeco della Kingdom)
- Rattrap (redeco del Kingdom) e Terrorsaur (redeco del Kingdom)
- Dinobot (redeco del Kingdom) e Tarantulas (redeco del Legacy)
- Airazor (redeco della Kingdom) e Inferno (redeco del Legacy)

- Waspinator (redeco del Kingdom) e Ghost Starscream (retool di Studio Series 86 Coronation Starscream)

### Retro G1 (2021-)
Retro G1 è una linea basata sulla commistione di moderno e classico, presentando sia  mold degli anni 80 con colorazioni basate sul cartone che mold moderni con colorazioni più fedeli ai giocattoli vintage.
- Chromedome (redeco del Legends)
- Brainstorm (redeco del Legends)
- Hardhead (redeco del Legends)
- Highbrow (redeco del Legends)
- Hound (redeco del G1)
- Hot Rod (redeco del G1)
- Perceptor (redeco del G1)
- Blaster con Steeljaw (redeco dei G1)
- Optimus Prime (redeco del G1)
- Bumblebee (redeco del War for Cybertron Trilogy)
- Gears (retool del Legacy United)
- Brawn (retool dello Studio Series 86)
- Seaspray

- Skullcruncher (redeco di Legends Skull)
- Mindwipe (redeco di Legends Wipe)
- Weirdwolf (redeco del Legends)
- Starscream (redeco del G1)
- Skywarp (redeco del G1)
- Thundercracker (redeco del G1)
- Soundwave con Ravage e Laserbeak (redeco dei G1)
- Kickback (redeco del G1)
- Shrapnel (redeco del G1)

- Bombshell e Ramhorn (redeco dei G1)

### Legacy (2022)
La serie Legacy vede la presenza di personaggi da più lati del franchise, espandendosi oltre la G1. Alcuni personaggi di serie post-G1 vengono reinventati con design nello stile della G1, e molti personaggi da Deluxe in su sono dotati di armi in plastica trasparente per rappresentare che sono cariche di Energon. Questa serie ripropone i combiner per la prima volta da Power of the Primes, sebbene rivisitati rimuovendo la gimmick degli arti intercambiabili concentrandosi più sulla fedeltà al design originale.
- Skids
- Bulkhead
- Arcee
- Laser Optimus Prime (retool di Earthrise Optimus Prime)
- Blaster ed Eject (riedizione dei Kingdom)
- Nightprowler (redeco di Kingdom Cheetor)
- Hot Rod (Core, riedizione del Kingdom)
- Elita-1
- Metroplex
- Red Cog (redeco di Siege Cog con nuove armi)
- Optimus Prime (riedizione del Core Kingdom)
- Blurr (retool dello Studio Series 86)
- Burn Out (retool di Skids)
- Road Rocket (retool di Arcee)
- Clampdown (redeco di Kingdom Red Alert)
- Cosmos
- Roadhauler (retool di Earthrise Grapple)
- Override
- Pointblank e Peacemaker
- Orion Pax (retool di Studio Series 86 Kup) e Alpha Trion (retool di Studio Series 86 Scourge)
- Minerva (retool di Elita-1)
- Hot Rod (Voyager, redeco dello Studio Series 86)[4]
- Galaxy Shuttle (retool di Siege Astrotrain)

- Dragstrip
- Kickback
- Galvatron (redeco del Kingdom)
- Iguanus
- Skywarp (redeco di Kingdom Starscream)
- Blitzwing
- G2 Megatron (redeco di Kingdom Megatron)
- Wildrider
- Knock Out (retool di Studio Series 86 Jazz)
- Jhiaxus
- Soundwave (Voyager, redeco del Siege)
- Motormaster
- Shockwave
- Scourge (redeco di Laser Optimus Prime)
- Skullgrin
- Crankcase (retool di Skids)
- Dead End
- Armada Starscream
- Bomb-Burst
- Soundwave (Core, riedizione del Kingdom)
- Crasher (retool di Kingdom Mirage)
- Shadowstrip (redeco di Dragstrip)

- Buzzsaw (retool di Kingdom Waspinator)
- Sandstorm (retool di Kingdom Scorponok)
- Tarantulas
- Inferno
- Transmetal II Megatron[7]

- Impactor (retool del Siege) e Spindle (retool di Kingdom Paleotrex)
- Leadfoot (retool di Kingdom Mirage) e Masterdominus (retool di Kingdom Ractonite)
- Springer (redeco del Siege)
- Bulkhead (redeco con nuova arma)
- Twin Twist (redeco del Titans Return)

#### Legacy Evolution (2023)
Il seguito di Legacy è Legacy Evolution. Viene mantentuto il trend di introdurre personaggi da linee esterne alla G1, e vengono inoltre introdotti nuovi Junkion, personaggi dotati della gimmick vista in passato con Weaponizers, Modulators e Fossilizers ma con l'abilità a differenza di questi ultimi di potersi trasformare senza doverli smontare e ricomporre. Escono inoltre tra i Core Class i Dinobot, capaci di combinarsi in Volcanicus.
- Slug
- Sludge
- Scraphook
- Hot Shot
- Grimlock
- Crashbar
- Crosscut (redeco di Legacy Burn Out)
- Animated Prowl
- Metalhawk (retool di Kingdom Cyclonus)
- Twincast (retool di Kingdom Blaster) e Rewind (redeco di Kingdom Eject)
- Beachcomber
- Devcon (retool di Studio Series 86 Blurr)
- Scarr
- Swoop
- G2 Jazz (redeco di Studio Series 86 Jazz con le armi di Studio Series 86 Hound)
- G2 Grimlock (redeco di Studio Series 86 Grimlock)
- Erial (retool di Legacy Arcee) e Dion (retool di Studio Series 86 Kup)
- Armada Optimus Prime
- Data Clerk Orion Pax (retool di Siege Hound) e Senator Shockwave (retool di Siege Starscream)
- Snarl
- Strongarm (retool di Legacy Elita-1)
- Detritus (redeco di Studio Series 86 Hound)
- Trashmaster
- Optimus Prime (redeco del Kingdom Core con accessori aggiuntivi) e Bumblebee (redeco del Buzzworthy Bumblebee Core)
- G2 Sideswipe (redeco di Kingdom Sideswipe)
- G2 Mirage (redeco di Kingdom Mirage)
- G2 Laser Cycle (redeco di Legacy Road Rocket)
- Medix (retool di Legacy Crankcase con le armi di Legacy Elita-1)
- Powerlinx Hot Shot (redeco di Hot Shot con armi nuove) con Jolt
- Nova Prime (retool di Siege Galaxy Upgrade Optimus Prime)
- Optimus Prime (riedizione del Kingdom Core)

- Soundblaster (redeco di Kingdom Soundwave)
- Breakdown (retool di Legacy Wildrider)
- Needlenose con Sunbeam e Zigzag
- Tarn
- Nemesis Prime (redeco di Kingdom Core Optimus Prime)
- Thundercracker (redeco di Kingdom Starscream)
- Bomb-Burst (riedizione del Legacy)
- Shrapnel
- Skyquake
- Dirge (riedizione dell'Earthrise)
- Armada Megatron
- Cloudcover (redeco di Earthrise Dirge)
- Toxitron (redeco di Legacy Laser Optimus Prime)
- Starscream (riedizione del Kingdom)
- Axlegrease (retool di Scraphook)
- Nemesis
- Miner Megatron (retool di Siege Megatron) e Senator Ratbat (retool di Studio Series 86 Scourge)
- Bombshell (retool di Shrapnel)
- Shadow Striker
- Bludgeon (retool di Tarn)
- Dreadwing (retool di Skyquake)
- Blitzwing (riedizione del Legacy)
- G2 Dead End (redeco di Legacy Dead End)
- Nacelle (redeco di Siege Starscream)
- Menasor (combiner unico in un solo set: comprende Motormaster, redeco del Legacy; Dragstrip, redeco del Legacy; Wildrider, redeco del Legacy; Dead End, redeco del Legacy; e Breakdown, retool del Legacy Evolution)

- Leo Prime

- Transmetal II Megatron (riedizione del Legacy)
- Nemesis Leo Prime (redeco di Leo Prime)
- Tarantulas (riedizione del Legacy)

- Kaskade (retool di Siege Chromia) e Javelin (retool di Studio Series Bumblebee Arcee)

#### Legacy United (2024)
Dopo Legacy Evolution, la serie successiva della linea è stata Legacy United. La linea si espande con personaggi di molte più serie del franchise, comprendendo perfino serie più recenti come Rescue Bots e Cyberverse. I personaggi inediti con gimmick Weaponizer sono gli Infernac, creature di roccia liberamente ispirate ai Rock Lords dei Gobots e al vecchio franchise Hasbro Il ritorno dei Titani.
- Animated Bumblebee
- Animated Optimus Prime
- Cyberverse Windblade
- Rescue Bots Chase
- Laser Optimus Prime (riedizione del Legacy)
- Origin Wheeljack
- Gears
- Cyberverse Chromia (retool di Legacy Evolution Animated Prowl)
- Sandstorm
- Side Burn (retool di Legacy Evolution Shadow Striker)
- Cybertron Hot Shot
- Vector Prime (retool di Legacy Jhiaxus)
- G1 Optimus Prime
- Metalhawk (redeco del Legacy United)
- Cosmos (riedizione del Legacy)
- Origin Bumblebee (riedizione del Buzzworthy)
- Galaxy Shuttle (riedizione del Legacy)

- Energon Megatron
- Tidal Wave
- Armada Galvatron (retool di Legacy Evolution Armada Megatron)
- Breakdown (retool di Legacy Wrecker Bulkhead) e Windsweeper (retool di Legacy Evolution Needlenose) con Ozone (redeco di Legacy Evolution Zigzag) e Cleansweep (redeco di Legacy Evolution Sunbeam)
- Chop Shop (retool di Legacy Evolution Shrapnel) e Barrage (retool di Legacy Evolution Bombshell) con Malleus Minotaurus (redeco di Siege Smashdown)
- Cybertron Starscream
- Energon Galvatron (redeco di Energon Megatron)
- Slipstream (retool di Windblade)
- Quake (retool di Legacy Skullgrin) con Heater e Tiptop
- Animated Motormaster (retool di Animated Optimus Prime)
- Soundwave (riedizione del WFC Trilogy) con Ravage (riedizione del WFC Trilogy), Buzzsaw (redeco di WFC Trilogy Laserbeak) e Rumble (redeco dello Studio Series 86)
- Ruckus (retool di Legacy Evolution Beachcomber) e Bludgeon (retool del Legacy Evolution)
- Dinoking (combiner unico in un solo set: include Rairyu, retool di Legacy Evolution Sludge; Yokuryu, retool di Legacy Evolution Swoop; Doryu, retool di Legacy Evolution Snarl; Gairyu, retool di Legacy Evolution Skarr; Kakuryu, retool di Legacy Evolution Slug; e Goryu, retool di Legacy Evolution Grimlock)
- G2 Breakdown (redeco di Legacy Evolution Breakdown versione giftset)
- Armada Wheeljack (redeco di Shattered Glass Sideswipe)
- Ramjet (riedizione dell'Earthrise)
- Tarn (riedizione del Legacy Evolution)

- Tasmania Kid
- Tigerhawk
- Silverbolt
- Beast Machines Cheetor

- Magmatron

- Bouldercrash
- Magneous
- Shard
- Nucleous (retool di Magneous)
- Geocron (retool di Bouldercrash)

- Overcharge (retool di Legacy Blitzwing)

- Thundertron
- Filch (retool di Kingdom Airazor)
- Lockdown (retool di Legacy Evolution Axlegrease)
- Cannonball (retool di Legacy Skids)
- Ferak (retool di Kingdom Cyclonus)
- Road Pig (retool di Legacy Evolution Crashbar)
- Thundertron (retool) con Nightstrike (redeco di Selects Skar) e Calcitron (retool di Magneous)

- Versus Multipack (include Prime Cliffjumper, retool di Rescue Bots Chase; Tyrantulas, retool di Legacy Tarantulas; Squeezeplay, retool di Titans Return Mindwipe, e Cyberverse Tarn, redeco di Legacy Evolution Tarn con la spada di Bludgeon)
- Fractured Friendship Pack (include Security Officer Orion Pax, retool di Studio Series Gamer Edition Optimus Prime, e Gladiator Megatron, redeco di Legacy Evolution Miner Megatron con spada nuova)

### Comic Edition (2024)
Per i 40 anni del franchise, nel 2024 viene lanciata la Comic Edition, con colorazioni basate sui fumetti pubblicati dalla Marvel negli anni 80.
- Grimlock (redeco dello Studio Series 86 con armi extra)
- Emirate Xaaron (retool di Siege Refraktor) e Flame (retool di Studio Series Gamer Edition Megatron WFC)

Decepticon
- Shockwave (redeco del Siege senza armatura)
- Straxus (retool di Kingdom Galvatron)

### Age of the Primes (2025-)
Nel 2025, finita la linea Legacy, viene realizzata la linea Age of the Primes, che ha come obiettivo di includere, oltre al classico assortimento di personaggi, anche i 13 Prime originali.
- Air Raid
- Slingshot
- Armada Red Alert
- G2 Grimlock (redeco dello Studio Series 86)
- Silverbolt
- Heatwave (retool di Legacy Bulkhead)
- Excellion (redeco di Legacy United Cybertron Hot Shot)
- Fireflight (retool di Slingshot)
- Skydive (retool di Air Raid)
- Sureshot
- Jalopy (retool di Legacy Evolution Axlegrease)
- Animated Wreck-Gar (retool di Legacy Evolution Trashmaster)

- Fugitive Waspinator (retool di Legacy United Animated Bumblebee)
- Vortex
- Crasher (riedizione della Legacy)
- Cybertron Sideways
- Venin
- Flatline (retool di Armada Red Alert)
- Armada Nemesis Prime (retool di Legacy Evolution Armada Optimus Prime senza il rimorchio) con Air Defense Team
- Blastoff
- Brawl
- Onslaught

- Universe Razorclaw (redeco di Legacy United Tigerhawk)
- Big Convoy

- Sky-Byte
- Quickstrike

- Solus Prime
- Prima Prime
- Megatronus The Fallen
- Star Optimus Prime
- Alchemist Prime
- Micronus Prime
- Alpha Trion
- Onyx Prime
- Quintus Prime
- Amalgamous Prime

- Topspin (redeco del Titans Return) e Spinister (redeco del Siege)
- Carnivac (retool di Titans Return Wolfwire) e Fisitron (retool di Legacy Evolution Detritus)
- 4 Figures Pack (include Ultra Magnus, redeco di Legacy United G1 Optimus Prime; Bumper, retool di Studio Series 86 Bumblebee; Horri-Bull, retool di Titans Return Skullsmasher; e Nemesis Prime, redeco di Legacy United Animated Optimus Prime)
- Sandstorm (retool del Legacy United) e Slugslinger (redeco del Titans Return)